# (Åh) När ni tar saken i egna händer
(Åh) När ni tar saken i egna händer är en poplåt, skriven av Henrik Wikström och Kent Olsson, där namnet är en avsiktlig homofon till onani, ta saken i egna händer. Den framfördes av dragshowgruppen After Dark i den svenska Melodifestivalen 2007, där den deltog vid deltävlingen i Gävle den 24 februari 2007, och gick till andra omröstningsomgången men slogs ut där. Sångtexten nämner TV-personligheterna Martin Timell, Tina Nordström, Bosse "Bildoktorn" Andersson och Ernst Kirchsteiger. Under framträdandet i Melodifestivalen fanns dessa också med på storbilds-TV när deras delar av sången kom. De sjöng och dansade även med i refrängen.
Den 28 februari 2007 gavs singeln "(Åh) När ni tar saken i egna händer" ut.
Melodin testades även på Svensktoppen, och tog sig in på listan den 18 mars 2007. Den hamnade första gången på åttonde plats. Gången därpå var den utslagen.
Låten är rätt känd i Japan, och flera versioner av låten med japansk "textning" finns att finna på sidor som Youtube.

## Låtlista
1. Åh, när ni tar saken i egna händer (Radio Version)
2. Åh, när ni tar saken i egna händer (SoundFactory Masterclub Mix)
3. Åh, när ni tar saken i egna händer (SoundFactory Radio Edit)
4. Åh, när ni tar saken i egna händer (Karaoke Version)

## Listplaceringar
| Lista (2007) | Topplacering |
| ------------ | ------------ |
| Sverige      | 15           |